# Dibezzia clavata
Dibezzia clavata är en tvåvingeart som beskrevs av Jean-Jacques Kieffer 1911. Dibezzia clavata ingår i släktet Dibezzia och familjen svidknott. Inga underarter finns listade i Catalogue of Life.